# أليغريا
 أليغريا (بالإسبانية: Alegría) هي حلوى مكسيكية تقليدية مصنوعة من بذور القطيفة والعسل أو السكر، وتإنتاجها بشكل رئيسي في سانتياغو توليهوالكو في بلدة سوتشيميلكو في مدينة مكسيكو. وهذه الحلوى عُرفت بإسمها الحالي «إليغريا» (Alegría) منذ القرن السادس عشر. تم إعلان أليغريا مدينة توليهوالكو رسمياً كجزء من «التراث الثقافي اللامادي لمدينة مكسيكو» (Patrimonio Cultural Intangible de la Ciudad de Méxic) في سبتمبر من عام 2016.
القطيفة هي نبتة موطنها الأصلي هو المكسيك. بالإضافة إلى كونها جزءاً من النظام الغذائي للسكان الأصليين، كانت تُستخدم أيضاً كعملة وكذلك في المراسيم الإحتفالية. كان يتم صنع تماثيل للقطيفة والعسل وتقديمها كقربان للالهة. وأجل وقت تلك الممارسات الدينية حظر هيرنان كورتيس زراعة القطيفة، فبدأ النبات يعاني من الأهمال وعدم الإستخدام لأن أولئك الذين يستمرون في زراعته يواجهون عقوبة الإعدام.

أصبحت الأليغريا هي الطريقة الأكثر شعبية لإستهلاك القطيفة، حيث يتم إعداد هذه الحلوى عن طريق تحميص بذوره ومن ثم خلطها مع العسل أو السكر، يتم تشكيل الخليط في أشكال مختلفة ومن ثم تعبئته لصيبح جاهزاً للبيع.

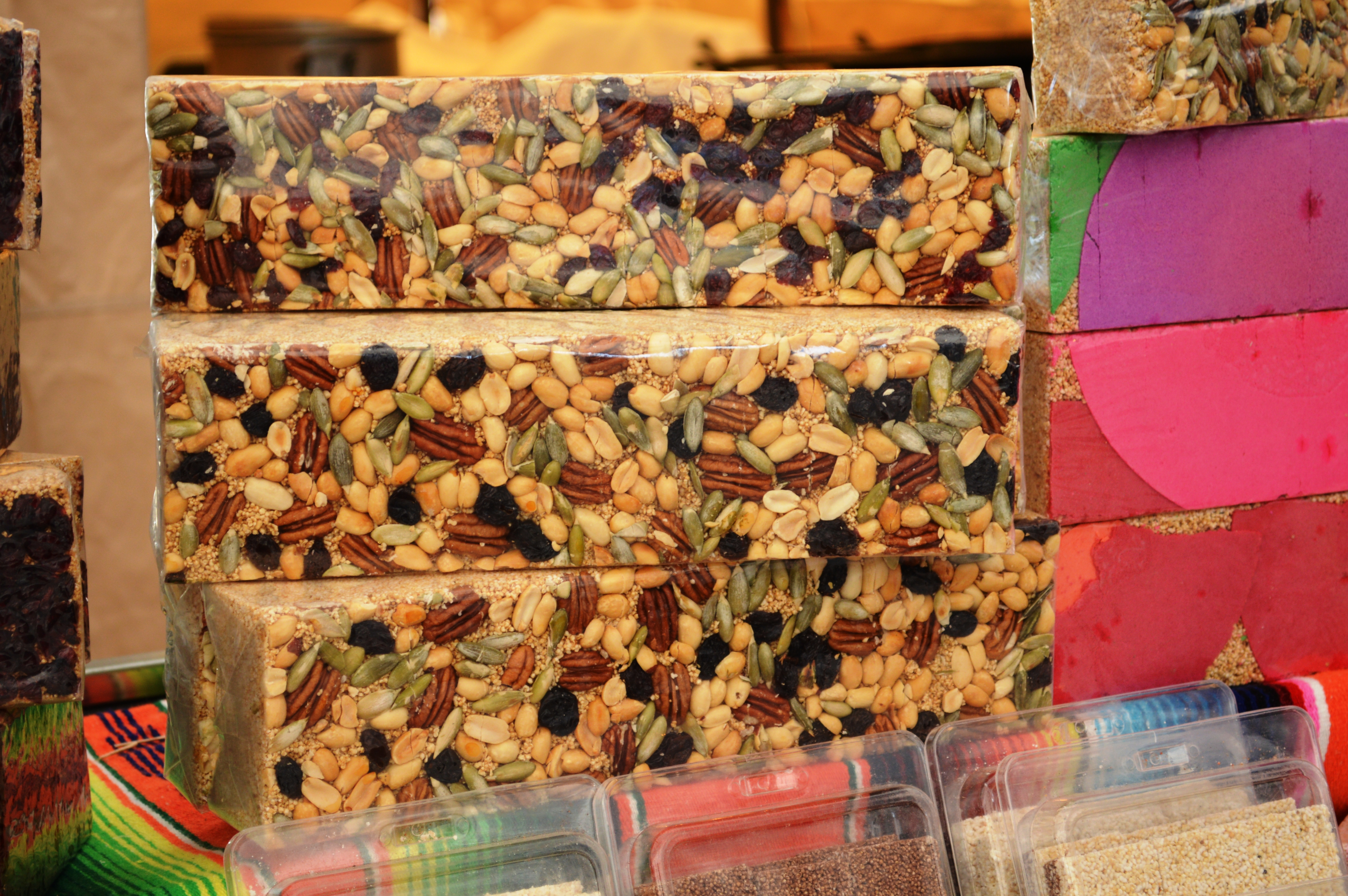
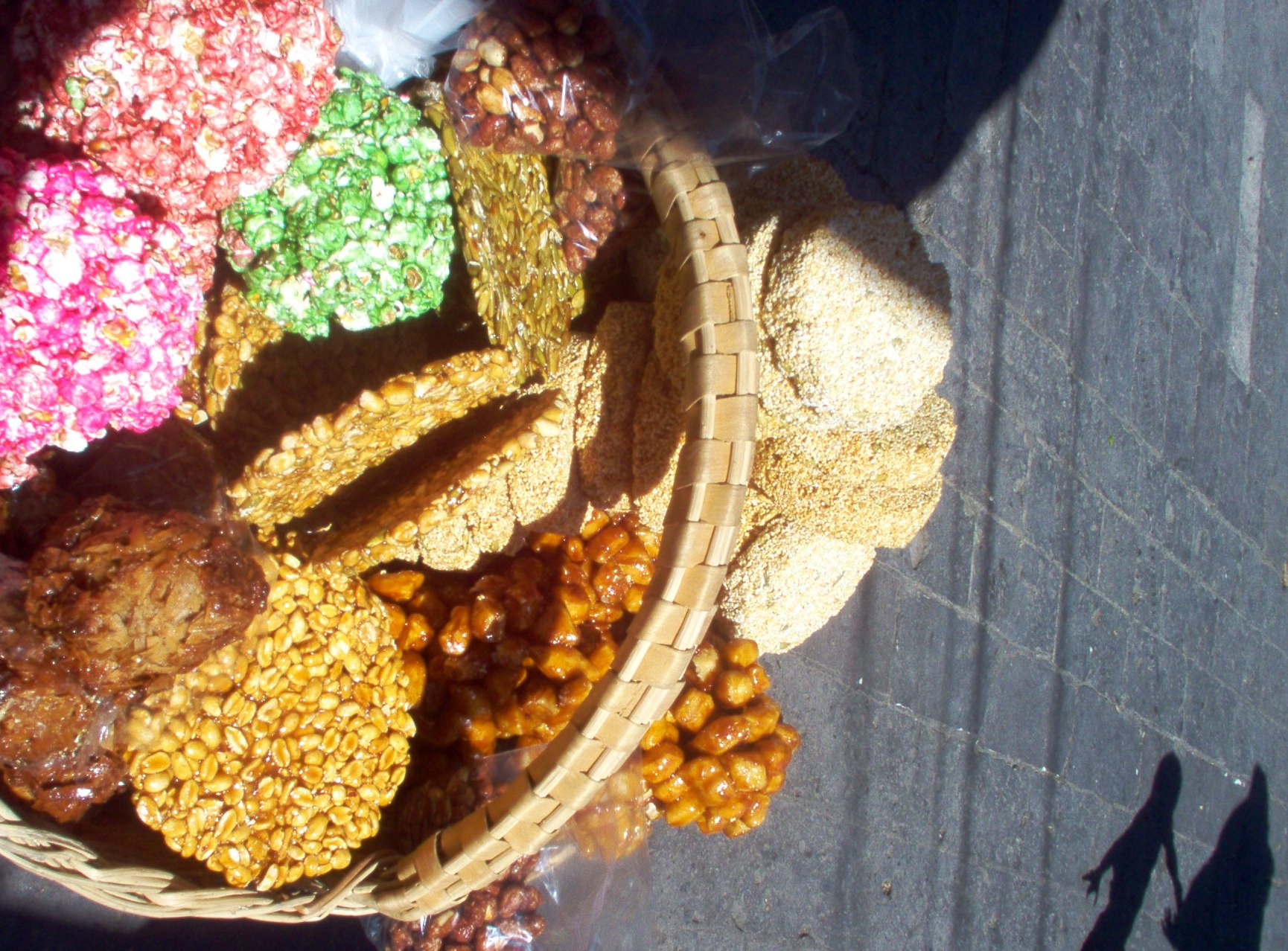
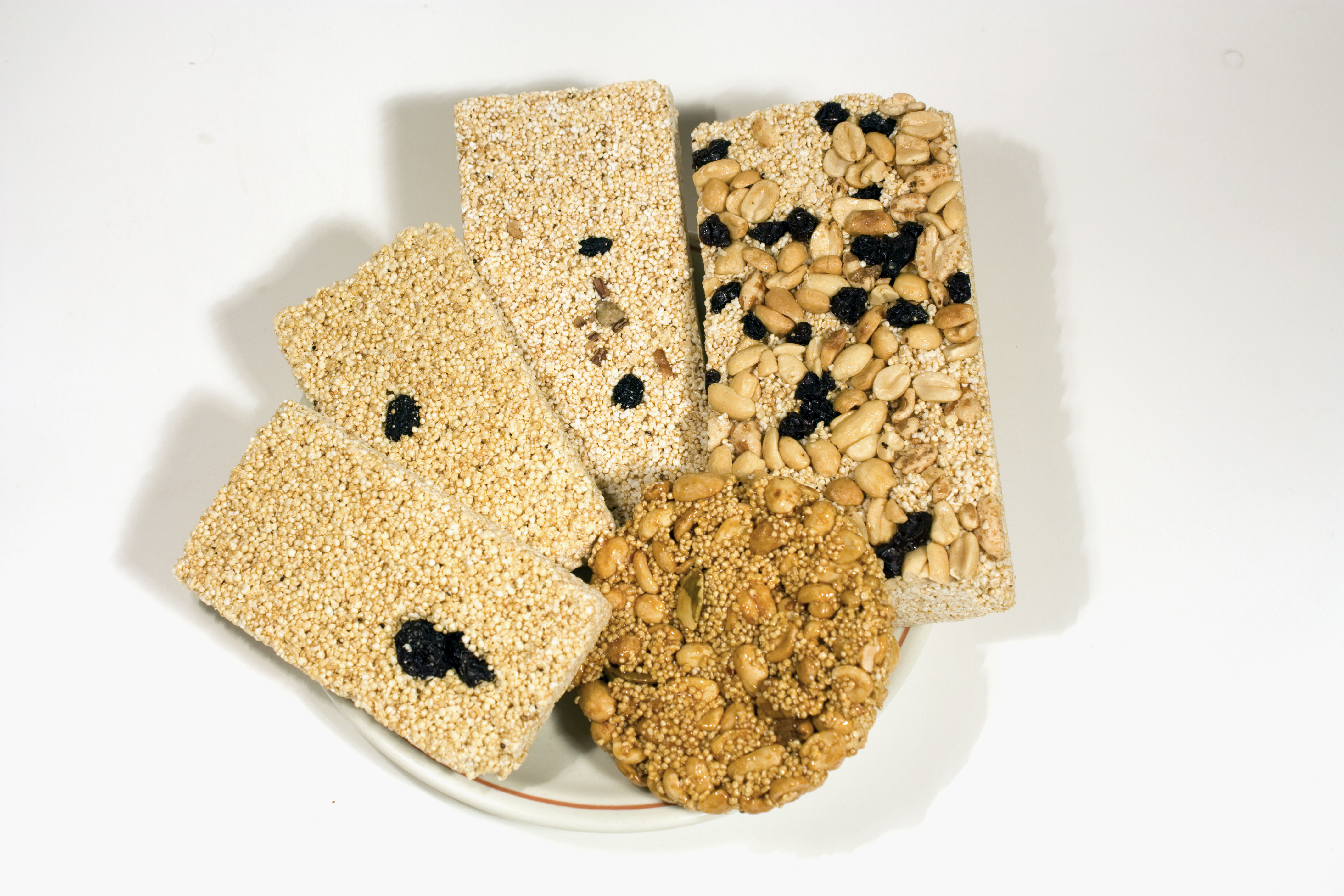
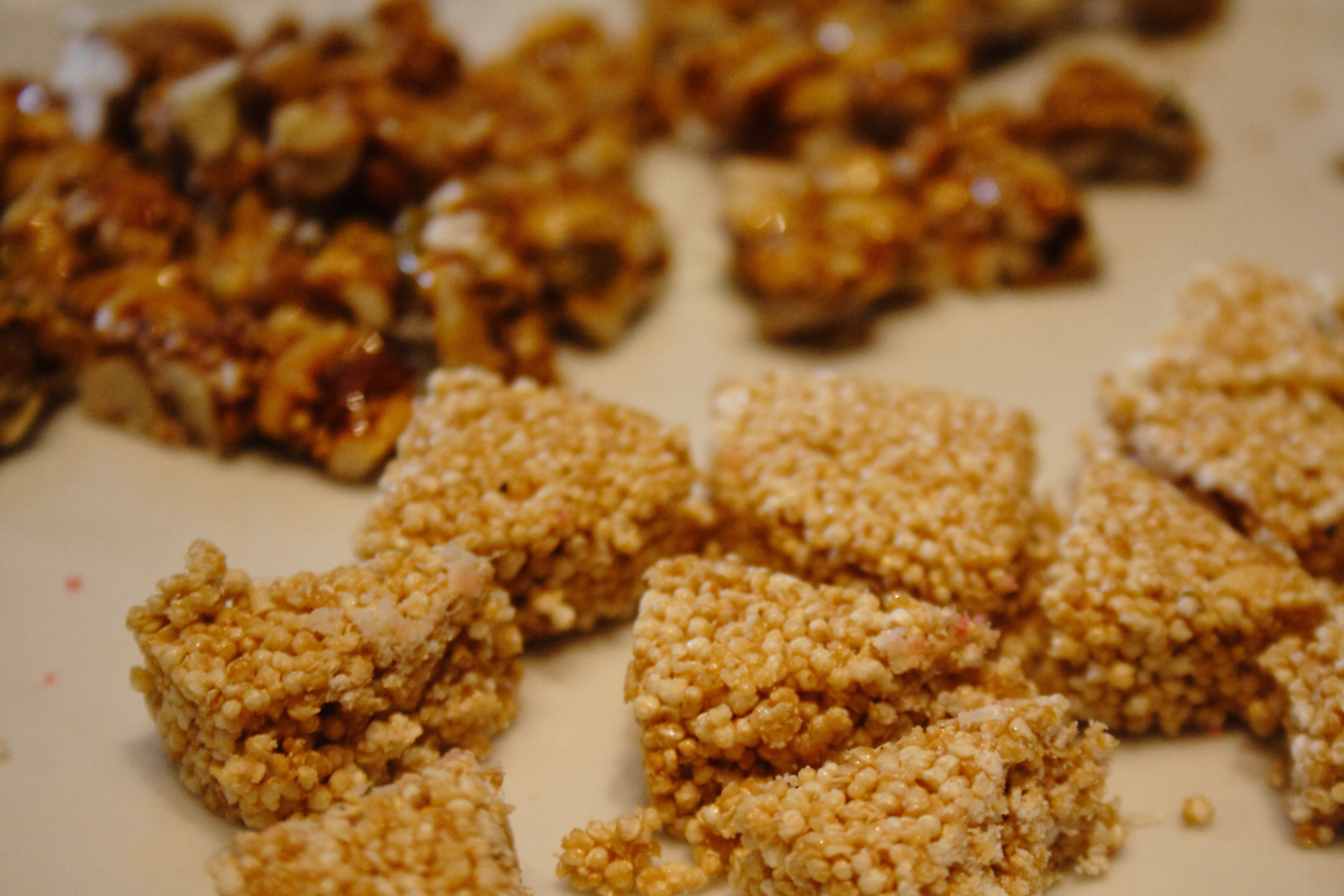